# Parisus pruinosulus
Parisus pruinosulus är en tvåvingeart som först beskrevs av Hesse 1938.  Parisus pruinosulus ingår i släktet Parisus och familjen svävflugor. Inga underarter finns listade i Catalogue of Life.